# Parada cifrelor
Parada cifrelor este un film românesc din 1973 regizat de Isabela Petrașincu.